# Памятник Ленину (Ашхабад)
Па́мятник Ле́нину — памятник российскому и советскому политическому и государственному деятелю, революционеру, создателю партии большевиков, одному из организаторов и руководителей Октябрьской революции 1917 года, председателю Совета Народных Комиссаров РСФСР и СССР Владимиру Ленину в городе Ашхабад.

## Общая информация
27 января 1924 года, в день похорон Владимира Ленина состоялась закладка памятника. Комиссию по его сооружению памятника возглавил председатель ЦИК Туркменской ССР Недирбай Айтаков. Люди добровольно отдавали часть своей зарплаты на сооружение памятника, многие работы выполняли на коммунистических субботниках и воскресниках. Памятник установлен 7 ноября 1927 года в центре города. Скульптор — Е. Р. Трипольская, архитектор — А. А. Карелин, керамист — Н. И. Назаров. 1 мая 1929 года он был окончательно открыт для всеобщего обозрения. Памятник выдержал ашхабадское землетрясение 1948 года, практически без повреждений. В советское время внутри размещался музей. Ныне сохраняется как памятник культуры Туркменистана.
Монумент находится в Ленинском сквере и окружен фонтанами. Рядом расположен Театр имени Махтумкули и здание Кабинета министров Туркменистана.

## Описание
Памятник изготовлен из бронзы, это видоизмененная в деталях статуя, созданная в 1924 году ленинградским скульптором В. В. Козловым. Украшен ковровыми майоликовыми полотнищами. На ковровом постаменте начертаны слова: «Вождю от рабочих и дахкан Туркменистана».